# Richard Beek (Filmproduzent)
Richard „Beeky“ Beek ist ein Filmproduzent, der für die britische Filmproduktionsgesellschaft Aardman Animations tätig ist.

## Leben
Richard Beek studierte von 1996 bis 1999 an der Kingsfield School in Bristol Film/Cinema/Video Studies.
Ab dem Jahr 2000 war er bei Aardman Animations in erste Produktionen wie Chicken Run – Hennen rennen als Floor Runner beteiligt. Ab dem Jahr 2007 verantwortete er bei 56 Episoden der Fernsehserie Shaun das Schaf als Produktionsleiter den Entstehungsprozess. Beginnend mit Early Man – Steinzeit bereit (2018) erhielt er auch eine Nennung als Produzent des Films.
Die Produktion von Wallace & Gromit – Vergeltung mit Flügeln brachte ihm gemeinsam mit Nick Park und Merlin Crossingham 2025 insgesamt drei Nominierungen bei den BAFTA Awards ein; in den Kategorien Bester britischer Film, Bester Animationsfilm und Bester Kinder- und Familienfilm. Bei der Oscarverleihung 2025 sind Park, Crossingham und Beek in der Kategorie Bester animierter Spielfilm ebenfalls für eine Auszeichnung nominiert.

## Filmografie
- 2007–2014: Shaun das Schaf (Shaun the Sheep, Fernsehserie, 56 Episoden, Produktionsleiter)
- 2008: Wallace & Gromit – Auf Leben und Brot (Wallace & Gromit: A Matter of Loaf and Death, Kurzfilm, Produktionsleiter)
- 2012: Die Piraten! – Ein Haufen merkwürdiger Typen (The Pirates! – In an Adventure with Scientists, Produktionsleiter)
- 2012: So You Want to Be a Pirate! (Assoziierter Produzent)
- 2018: Early Man – Steinzeit bereit (Early Man, Produzent)
- 2019: Shaun das Schaf – Der Film: UFO-Alarm (A Shaun the Sheep Movie: Farmageddon, Co-Produzent)
- 2021: Rote Robin (Robin Robin, Kurzfilm, Development Producer)
- 2021: Shaun das Schaf – Es ist ein Schaf entsprungen (Shaun the Sheep: The Flight Before Christmas, Fernsehfilm, Produzent)
- 2022: Life of Laughter (Miniserie, 1 Episode, Produzent)
- 2023: Chicken Run: Operation Nugget (Chicken Run: Dawn of the Nugget, Beratender Produzent)
- 2024: Wallace & Gromit – Vergeltung mit Flügeln (Wallace & Gromit: Vengeance Most Fowl, Produzent)